# Карлос Ди Сарли
Карлос ди Сарли (исп. Carlos di Sarli; 7 января 1903, Баия-Бланка, Буэнос-Айрес — 12 декабря 1960, Буэнос-Айрес), настоящее имя Кайетано ди Сарли (Cayetano di Sarli), — аргентинский композитор, пианист и дирижёр оркестра аргентинского танго, при жизни получил прозвище «Сеньор танго» («El Señor del Tango»).

## Биография

### Ранние годы
Отец Мигель ди Сарли, итальянец, от первого брака было трое детей, Ана, Мария и Антонио. Когда он эмигрирует первый раз, то едет в Уругвай, а затем в Аргентину. Он женился на Серафине Рассомано, которая была сестрой тенора Тито Рассомано, она родила шесть детей: Хосе, Мигель, Николас, Доминго, Кайетано и Роке, последние два родились в городе Баия-Бланка, где и осела семья.
Глава семьи был владельцем оружейного магазина на улице Сан-Мартин 44, и все жили в доме по адресу Буэнос-Айрес-стрит (сегодня Иригойен). Кайетано (который в итоге изменил свое имя на Карлос) соглашается учиться в колледже Дон Боско. Музыка поощрялась в семье: его брат Доминго был профессором в консерватории Вильямса, Баия-Бланка, Николас стал известным баритоном и Роке, самый младший, был пианистом, как Карлос.
В консерватории, где обучался и его брат, Карлос ди Сарли знакомится с классической музыкой. Он любил играть на фортепиано с детства и намеревался поехать в Буэнос-Айрес.
В возрасте 13 лет он присоединился к компании из сарсуэл, с которыми он гастролировал несколько лет по провинции исполняя популярную музыку, в том числе и танго. Позже играл на фортепиано в кинотеатре сопровождая немое кино Санта-Роза, провинции Ла-Пампа, кинотеатры принадлежали Марио Манаре, соотечественнику и другу его отца. В 1919 году он вернулся в Баия-Бланка и сформировал свой первый оркестр, с которым он выступал в Баия-Бланка в кафе Express, расположенный на углу Zelarrayán и Буэнос-Айрес и кафе Moka, О’Хиггинсом 50. Они также гастролировал Ла Пампа Кордова, Мендоза, Сан-Хуан и Сальта. Наконец, в 1923 году он переехал со своим братом Роке в Буэнос-Айресе.

### Работа музыкантом
Через музыканта Альберико Спатола (Alberico Spatola), автора танго Тринадцать (El trece), с которым он имел определённое родство, тот был капельмейстером полиции Буэнос-Айреса, он знакомится с бандонеонистом Ансельмо Айета. В начале 1924 года он был частью оркестра под руководством скрипача Хуана Педро Кастильо и, позже, трио Алехандро Скарпино, автора танго Канаро в Париже. Он также работал с Олинда Бозан для записи лейбла Electra и работал с секстетом в кабаре Chantecler.
По рекомендации скрипача Хосе Пекора (José Pécora) был включен в 1926 году в оркестр Освальдо Фреседо и выступил на открытии театра Fénix del barrioФлорес. Освальдо Фреседо имел очень большое влияние на стиль ди Сарли, который смешал его со своим собственным, они стали близкими друзьями и в свидетельство своего восхищения и благодарности ди Сарли, посвятил Фреседо танго Старый милонгеро, написанное между 1927 и 1928 годами. В то же время Juan "Pacho" Maglio и José María Rizzutti записали его танго Медитация.
В период с конца 1927 и в начале 1928 года он сформировал свой первый секстет: скрипачи Хосе Пекора (José Pécora) и Давид Абрамски (David Abramsky), бандонеонисты Цезарь Гинзо (César Ginzo) и Тито Ландо (Tito Landó) и контрабасист Адольфо Краус (Adolfo Kraus), сам ди Сарли играл за фортепиано и дирижировал, записывал он на Радио Культура для студии RCA Victor. Работал с певцами Сантьяго Девин (Santiago Devin), Эрнесто Фама (Ernesto Famá) и Фернандо Диас (Fernando Díaz), они сопровождали записи оркестра в живую и на радио выступлениях. Между 26 ноября 1928 и 14 августа 1931 года записал 48 треков, в том числе танго T.B.C. Эдгардо Донато, Maldita Антонио Родио и Селедонио Флорес и La guitarrita и Una noche de garufa, обе последние авторства Эдуардо Ароласа.
В 1930 году во время выступления в кафе Жерминаль (El Germina) был инцидент с одним из владельцев, которые не понимали, что ди Сарли носил на сцене черные очки не по наитию, а по рецепту врача после несчастного случая, произошедшего в тринадцать лет, он покинул помещение и поехал со своим оркестром в Баия-Бланка, где начал играть в кондитерской «Ла Сентраль» («La Central») по Пунта Альта, с оркестром сеньорит.
В 1932 Антонио Родригес Лесенде (Antonio Rodríguez Lesende) присоединился к оркестру в качестве первого постоянного певца.
В 1934 году по не полностью выясненным причинам, ди Сарли покинул оркестр и поселился в Розарио провинция Санта-Фе, где он присоединился к небольшой группе с известными музыкантами: бандонеонист Хуан Камбарри (Juan Cambareri), скрипач Альберто Сайкевич (Alberto Saikievich) и певец Роберто Пири (Roberto Pieri). Секстет продолжал играть без Ди Сарли; первоначально он сохранил свое название, но затем после выступления в кондитерской Новинка (Novelty) был переименован в Оркестр Роман (Orquesta Novel). По просьбе своих коллег ди Сарли временно был восстановлен в 1935 году в оркестре, чтобы заменить пианиста Рикардо Канатаро (Ricardo Canataro), который был болен.
В конце 1938 года ди Сарли реорганизует свой оркестр и дебютирует с ним в январе 1939 г. на Radio El Mundo. На этом этапе он все ещё играет на фортепиано и дирижирует. В его новый оркестр входили скрипачи Роберто Гизадо (Roberto Guisado), Анхель Гоикоеча (Ángel Goicoechea) и Адольфо Перес (Adolfo Pérez); бандонеонисты Роберто Джианителли (Roberto Gianitelli), Доминго Санчес (Domingo Sánchez) и Альберто Мититиери (Alberto Mititieri), контрабасист Доминго Кэперро (Domingo Capurro) и певец Игнасио Мурильо (Ignacio Murillo), позже заменен на Роберто Руфино (Roberto Rufino) (в то время ему было 16 лет). В этом составе по 11 декабря 1939 были сделаны записи для студии Victor, такие танго как Corazón (его собственного авторства на стихи Гектора Марко (Héctor Marcó), в исполнении Роберта Руфино и танго Retirao Карлоса Посадаса (Carlos Posadas) ,

### Последний оркестр
В 1958 году ди Сарли по прежнему играл в своём оркестре на фортепиано и дирижировал, в состав оркестра входили: скрипачи Роберто Гизадо (Roberto Guisado), Элвино Вардаро (Elvino Vardaro). А. Роуко (A. Rouco), Симон Бахур (Szymsia Bajour, наст. имя Шимон Бахуж), Карлос Арнайс (Carlos Arnaiz), Хуан Шиаффино (Juan Schiaffino), C. Гонзалез (C. González) и А. Росси (A. Rossi); бандонеонисты: Феликс Верди (Félix Verdi), Хосе Либертелла (José Libertella), Джулиан Плаза (Julián Plaza), А. Маркуччи (A. Marcucci) и Д. Санчес (D. Sánchez), контрабасист А. Скиаретта (А. Sciarretta) и певцы Орасио Касарес (Horacio Casares) и Хорхе Дюран (Jorge Durán).
Ди Сарли с этим оркестром остается работать и добивается большой популярности вплоть до своей смерти в Буэнос-Айресе 12 января 1960.

## Музыка ди Сарли
В начале его музыка была довольно простой, а поздняя стала более лиричной и богаче на нюансами и тонкости, но всегда была хороша для танцевания, так как имела чёткий ритм, который помогал начинающему и при этом его музыка имела достаточную сложность для продвинутых танцоров. Поэтому его оркестр был одним из величайших, который был популярен и во времена первых записей и до сих пор присутствует в репертуаре музыки для милонги.
Ди Сарли не соответствовал канонам старой гвардии или танго революции, которую осуществил Хулио де Каро, но он нашёл свой собственный стиль без уступок моде. Фреседо имел влияние в начале на его стиль, но только как предшевствующий его собственному.
Он был талантливым пианистом. В стиле ди Сарли нет одного инструмента как главного, бандонеоны иногда обыгрывали мелодию, но также играли важную ритмическую роль для создания танцевальной музыки. Только скрипка выделялась крайне деликатно, в кратком соло или на встречной мелодии. Его плодовитая изобретательность была преимущественно посвящена его левой руке (на фортепиано ответственна за аккомпанемент, очень редко за мелодию, которую как правило всегда играет правая рука), которая подчёркивала ритм и заполняла время между музыкальными фразами проигрышами, что создавало одну из важнейших особенностей в стиле Карлоса ди Сарли.

## Сочинённые танго
- Nido gaucho (слова Héctor Marcó)
- Verdemar (слова José María Contursi)
- Porteño y bailarín' (слова Héctor Marcó)
- Bien frappe (слова Héctor Marcó)
- Otra vez carnaval (слова Francisco García Jiménez)
- Bahía Blanca (инструментальное произведение).
- Juan Porteño (слова Héctor Marcó).
- Milonguero viejo.
- Corazón (слова Héctor Marcó)
- En un beso la vida (слова Héctor Marcó)
- La capilla blanca (слова Héctor Marcó)
- Tangueando te quiero (слова Héctor Marcó)
- Cuatro vidas (слова Héctor Marcó)
- Así era mi novia (слова Héctor Marcó)
- Chiquetera.
- Callorda.
- Che, francés, vení.
- Pobre buzón.
- Porqué le llaman amor.
- De qué podemos hablar.
- Rinconcito de alegría.
- Negando el perdón.
- Llanto en el corazón.
- Cortando camino.